# Miroslav Vacek (fotbalista, 1954)
Miroslav Vacek (* 25. června 1954) je bývalý český prvoligový fotbalista.

## Fotbalová kariéra
Nejvyšší soutěž hrál v ročníku 1976/77 za Bohemians Praha, zasáhl do 3 utkání, aniž by skóroval. V nižších soutěžích hrál též za Viktorii Žižkov.

## Ligová bilance
| Ročník                                   | Zápasy | Góly | Minuty | Klub                   |
| 1. československá fotbalová liga 1976/77 | 3      | 0    | 270    | TJ Bohemians ČKD Praha |
| CELKEM                                   | 3      | 0    | 270 '  |                        |